# Condado de Howard (Arkansas)
O Condado de Howard é um dos 75 condados do estado americano do Arkansas. Sua sede de condado é Nashville. Sua população, segundo o censo americano de 2000, é de 23 587 habitantes.